# ユダの窓
『ユダの窓』（ユダのまど、原題： The Judas Window ）は、アメリカの推理作家カーター・ディクスン（ジョン・ディクスン・カーの別名義）による推理小説。発表は1938年。ヘンリ・メリヴェール卿ものの長編第7作目にあたる。
本作は、法廷弁護士の肩書を持つH・M卿がその本領を発揮する数少ない法廷ものの作品で、密室派の巨匠と言われる作者作品中でも屈指の傑作である。

## あらすじ
ジェームズ・キャプロン・アンズウェルは、いとこのレジナルド・アンズウェル大尉からクリスマスパーティーで紹介されたメアリ・ヒュームと互いに恋し合い、年明けに婚約するに至った。1月4日、用事があってサセックスからロンドンに戻るのを利用して、メアリの父親エイヴォリー・ヒュームに会おうと思ってロンドンのフラットに落ち着いたところ、エイヴォリーから自宅への招待の電話を受けた。
そして、その日の午後6時10分、約束の時間より少し遅れてヒューム家を訪ねたジェームズは、エイヴォリーの待つ書斎に通された。そこは天井の高い事務室風の部屋で、二つ並んだ窓にはスティール製のシャッターが付けられており、正面の壁にはアーチェリーの矢が3本、三角形に組み合わされて飾られていた。その矢はアーチェリーが趣味のエイヴォリーが、「森の狩人クラブ」の大会で最初に金的を射た際の賞品であった。ジェームズがエイヴォリーに勧められてウィスキーソーダを飲んだところ、たちまち意識を失い、薄れゆく意識の中で「ウィスキーに何か入っていた」という認識だけが頭の中をかけ巡っていた。
しばらくして気がついたジェームズが時計を見ると6時30分だった。そして、床にはエイヴォリーが胸に深々と矢を突き刺されて死んでいた。3枚の矢羽根のうち中央の1枚は半分ちぎれており、正面の壁の矢が2本になっていた。オーク材の重く頑丈なドアには内側から差し錠が掛かっており、窓は二つともスティール製のシャッターが閉まっており、さらに内側から差し錠が掛かっており、外部からの侵入を阻んでいた。そして、ほかには出入り口はなかった。ドアを叩く音にやむなくジェームズはドアを開け、執事のダイアーとエイヴォリーの秘書のアメリア・ジョーダン、隣家に住むランドルフ・フレミングが部屋に入ってきて事件の発覚するところとなった。
ジェームズは、ウィスキーソーダに混ぜられた薬を飲まされ、その後は何も知らないと主張したが、部屋の中のウィスキーのデカンターとソーダ水のサイフォン、4つのタンブラーグラス には薬を入れられた形跡はなく、ジェームズの身体からも薬の徴候は見つからなかった。また、ジェームズが着ていたコートのポケットにはアンズウェル大尉のピストルが入っていた。さらにエイヴォリーの胸に刺さった矢からはジェームズの指紋だけが検出された。
ジェームズはエイヴォリー・ヒューム謀殺の罪名で逮捕され、起訴された。そして3月4日、舞台は中央刑事裁判所に移った。被告側の弁護人にはヘンリ・メリヴェール卿が就いた。裁判の中ではジェームズに不利な証言が相次いだ。12月の末まではメアリとジェームズの結婚を喜んでいたエイヴォリーが、年が変わるとジェームズに対して悪印象を持っていると見受けられるようになった。問題の1月4日の朝、メアリからの手紙でジェームズがロンドンを訪れることを知ったエイヴォリーは午後1時30分にジェームズに電話をかけ、電話を切った後に「アンズウェルの奴め、きっちり片をつけてくれるぞ」と述べていた。また、執事に午後6時に来客があることを伝えるとともに、その来客を「信用ならない奴」と述べていた。さらに、エイヴォリーに会ったときのジェームズの「僕がお宅に伺ったのはむやみに人を殺したりするためじゃありません」との発言や、それからしばらくした後のエイヴォリーの「おい、君、いったい、どうした？ 気でも狂ったか？」との発言に続く格闘のような物音なども執事に聞かれていた。これらの状況から訴追側は、メアリとの結婚を反対されたジェームズがエイヴォリーと口論になり、そのあげくにエイヴォリーの胸に矢を突き立てて殺害し、自らは薬物で眠らされたふりをしたのだと論告した。
これに対しヘンリ・メリヴェール卿は、犯人はどこの部屋にもある「ユダの窓」から出入りして、クロスボウで被害者に矢を射たのだと論述する。

## 主な登場人物
エイヴォリー・ヒューム
キャピタル・カウンティーズ銀行の元取締役。アーチェリー愛好家。
スペンサー・ヒューム
エイヴォリーの弟。セント・プレイド病院の勤務医。
メアリ・エリザベス・ヒューム
エイヴォリーの娘。
ジェームズ・キャプロン・アンズウェル
メアリの婚約者。亡き母の財産を相続した裕福な若者。
レジナルド・アンズウェル大尉
ジェームズのいとこ。
フローラ・アメリア・ジョーダン
エイヴォリーの秘書。
ハーバート・ウィリアム・ダイアー
ヒューム家の執事。
ランドルフ・フレミング
ヒューム家の隣人。アーチェリー愛好家でエイヴォリーの友人。
バーミー・ボドキン
判事。
サー・ウォルター・ストーム
法務長官 。
ヘンリ・メリヴェール卿（通称H・M）
法廷弁護士。
ロリポップ・フォリオット
H・Mの秘書。
ケン・ブレーク
本作の語り手。
イヴリン
ケンの妻。

## 作品の評価
- 江戸川乱歩は「カー問答」（『別冊宝石』、カア傑作集、1950年）Template:Efn12の中で、カーの作品を第1位のグループから最もつまらない第4位のグループまで評価分けし、本作を第1位のグループ6作品の5番目に挙げている[注 2]。
- 1981年に欧米の作家・評論家17人に対して実施した密室長編ものの人気投票ベスト10[注 3]で、本作は5位となった[注 4]。
- 「東西ミステリーベスト100」（『週刊文春』）では、1985年版で35位[注 5]、2012年版で44位[注 6]に挙げられている。

## 他作品との関連
ケン・ブレークはヘンリ・メリヴェール卿登場第1作の『プレーグ・コートの殺人』で初登場し、イヴリンと揃って『一角獣の殺人』と『パンチとジュディ』以来の登場である。